# Pangalleguismo
Pangalleguismo (en gallego pangaleguismo) es el pensamiento a favor de la unión de los gallegos con independencia de su residencia o no en Galicia (España). La palabra fue acuñada en 1918 por las Irmandades da Fala (Hermandades del Habla) por Antón Vilar Ponte y el concepto vino siendo empleado por diversos intelectuales gallegos desde entonces. Hace referencia a la cuestión de la dualidad de la idoneidad gallega (Galicia + Diáspora gallega) y tiene que ver con otras como la galaicidad (término acuñado por Valentín Paz Andrade) o galleguidad (en el contexto que le daba Ramón Otero Pedrayo), la galusofonía, o la Galicia Mundial, que en la acepción de Antón Vilar Ponte se refiere a la consolidación nacional y a la expansión internacional de la idoneidad gallega: pangalleguismo quiere decir defensa de las formas y valores de la conciencia cívico-cultural gallega dentro y fuera de los linderos de la Galicia territorial.
También existe una acepción con una connotación más limitada del pangalleguismo que consiste en el reconocimiento de la nacionalidad gallega en Portugal, así como su eventual unión económica y/o política. Constituye una de las más antiguas reivindicaciones del nacionalismo gallego, tal como acredita la literatura decimonómica y el Manifesto Pangaleguista de 1918.
La asociación cultural Fillos de Galicia (Hijos de Galicia) proclamó en 2007 la bandera de la "Nación Mundial Galega" (Nación Mundial Gallega), que pretende representar tanto a los gallegos del interior como a los emigrados y sus descendientes. Está formada por una "x" azul celeste sobre fondo blanco ribeteada por una fina línea negra. La x quiere simbolizar las dos Galicias (interior y exterior) cruzándose, el ribete negro simboliza el dolor de la separación con la tierra. 